# Marie qui défait les nœuds
Marie qui défait les nœuds est le nom donné à une dévotion mariale liée à un tableau baroque du XVIIIe siècle.
L'original de ce tableau figure dans l'église Saint-Pierre de Perlach à Augsbourg (Bavière, Allemagne). Le Pape François a été frappé par cette image lorsqu'il étudiait en Allemagne dans les années 80 et en a favorisé la vénération en Argentine d'abord, puis dans le monde entier,.

## Origine
Le tableau a été commandé en 1700 par Hieronymus Ambrosius Langenmantel (de) (1641-1718), prêtre de St Peter am Perlach à Augsbourg. Cette commande pourrait être reliée à un événement dans sa famille. Son grand-père Wolfgang Langenmantel (1586-1637) était sur le point de se séparer de sa femme Sophia Rentz (1590-1649) et aurait demandé l'aide du père Jakob Rem, jésuite à Ingolstadt. Le Père Rem aurait prié la Vierge Marie selon ces mots : « In diesem religiösen Akt erhebe ich das Band der Ehe, löse alle Knoten und glätte es » [par cet acte religieux, je renforce le lien du mariage, défais tous les nœuds et lisse-le]. Immédiatement la paix aurait été restaurée entre le mari et sa femme, et la séparation n'a pas eu lieu. En mémoire de cet événement, HA Langenmantel aurait commandé la peinture de Marie qui défait les nœuds.

## Description et interprétation
Le tableau exécuté dans le style baroque par Johann Georg Melchior Schmittner (de) (1625 – 1705) montre la vierge Marie debout sur un croissant de lune et couronnée d'étoiles (iconographie habituelle pour dépeindre Marie sous le vocable de l'Immaculée Conception), le Saint-Esprit représenté sous la forme d'une colombe la couvre de sa lumière et des anges l'entourent. À ses pieds le serpent de la Genèse (3-15) figure le Mal.
Un ange tend à Marie un ruban emmêlé, qu'elle dénoue et fait passer, rendu lisse par ses mains, à un autre ange. Voici l'interprétation de ce geste donnée par le futur pape François (lors de son homélie à Buenos Aires du 15 août 1999 en tant que Cardinal) : « Vers l’année 202, saint Irénée de Lyon écrivait : Par sa désobéissance, Eve a créé le nœud qui a étranglé le genre humain. Par son obéissance, Marie l’a dénoué. Ce que la vierge Eve a noué par son incrédulité, la Vierge Marie l’a dénoué par sa foi. (Adv. Haer. III, 22 - 4). Cette affirmation si ancienne est reprise par le Concile Vatican II au no 56 de la Constitution dogmatique sur l’Église, Lumen Gentium. S’inspirant de cette phrase de saint Irénée, un peintre bavarois a peint en 1700 un tableau représentant Notre Mère, dénouant les nœuds de l’incrédulité et de la désobéissance. Ce tableau, vénéré dans l’église Saint-Pierre de Perlach, à Augsbourg en Allemagne, est intitulé Marie qui défait les nœuds ». Élu pape, il a encore fait référence à cette notion dans sa prière pour la Journée mariale à l'occasion de l'Année de la foi, le 12 octobre 2013.
Plus bas, dans la pénombre, un homme et son chien sont accompagnés d'un ange. Ces silhouettes représentent vraisemblablement l’archange Raphaël guidant Tobie (reconnaissable au poisson qu’il porte dans la main) vers une église dans laquelle l’attend Sara, sa promise dont tous les fiancés décédaient avant le mariage. La malédiction rompue, elle a pu épouser Tobie. Cette allusion à ce passage de l'Ancien Testament de la Bible, rappelle que le tableau a été réalisé pour un couple en difficulté. Le ruban dénoué par la Vierge ressemble au ruban utilisé du temps de Schmidtner pour symboliser l'alliance lors de la cérémonie du mariage.

## Une dévotion particulière en Argentine et au Brésil

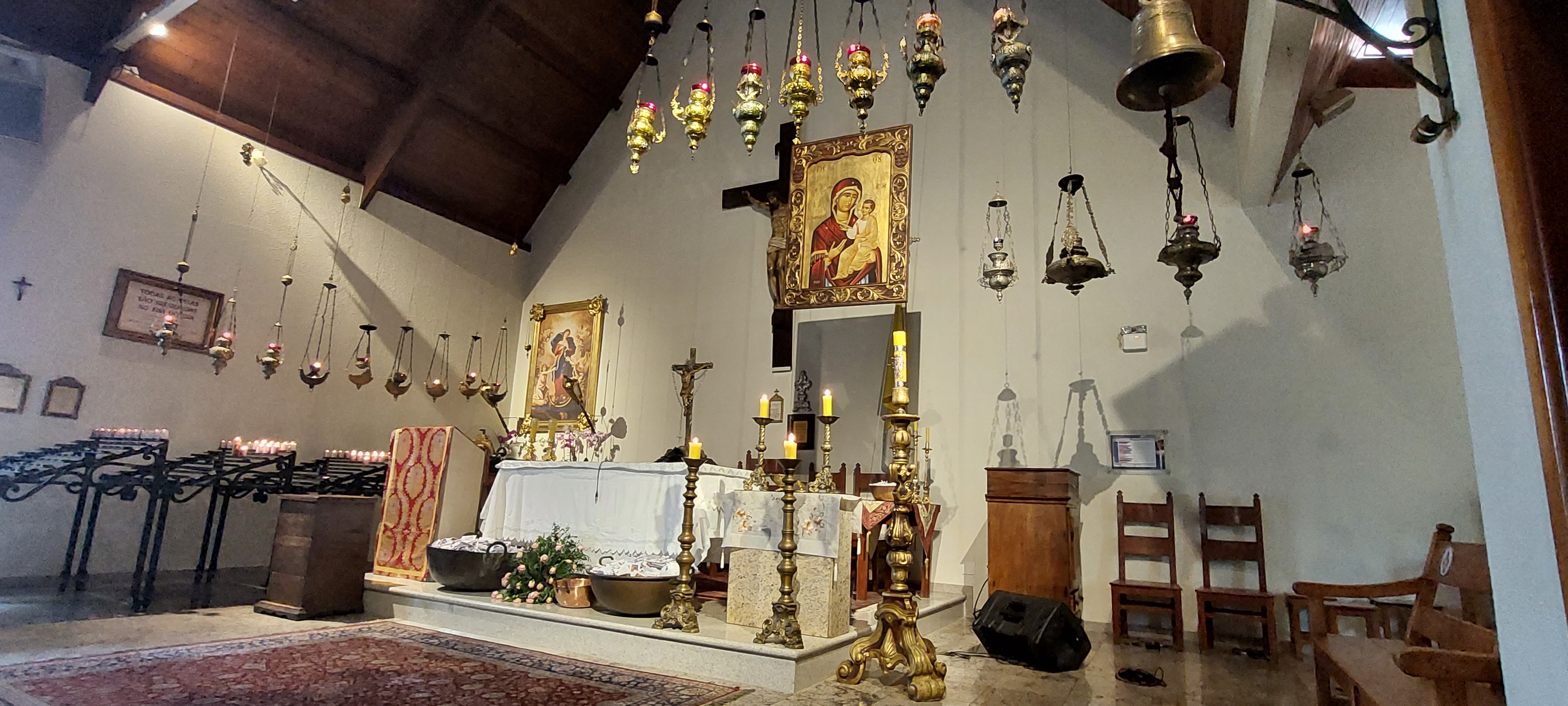
Sanctuaire à Campinas, Brésil.

L'image de Marie qui défait les nœuds est particulièrement vénérée en Argentine et au Brésil, où des églises lui sont consacrées et sa dévotion est devenue tellement répandue que le Gardian a, par exemple, parlé d'un véritable « engouement religieux ».
Dans les années 80, cette dévotion catholique s'est propagée en Amérique latine (Argentine et Brésil) par l'intermédiaire du père Jorge Mario Bergoglio (futur pape François). Le père Alejandro Russo explique ses origines. « Le Saint-Père a passé une période de sa vie en Allemagne pour y poursuivre ses études, et là dans une église, il trouva l’image de la Vierge qui défait les nœuds. Il en ramena quelques cartes postales à Buenos Aires et commença à en glisser une à l’intérieur de chaque lettre qu’il écrivait. »
Le père Celeiro, curé dans la banlieue de Buenos Aires, dont l'église accueille une reproduction du tableau en témoigne : « Le cardinal Bergoglio l’a répandu dans les années 1980. Il a installé l’image de Marie qui défait les nœuds dans l’université jésuite El Salvador de Buenos Aires, quand il la dirigeait. Puis, devenu archevêque, dans les paroisses… C’est celle de San José de Talar qui s’est chargée de porter cette dévotion, puis la mienne, celle de San Juan Bautista. À cette époque, le cardinal a aussi commencé à envoyer régulièrement son courrier sur des cartes de Marie qui défait les nœuds, et a donné cette image lors de sa consécration épiscopale. »
Le père Celeiro est lui-même l'auteur d'une neuvaine (série de prières de supplication à effectuer durant neuf jours pour demander l'intercession de Dieu, de Marie ou des Saints) qui depuis sa parution en 1994, a été diffusée, selon les Éditions du Gingko, à près d'1 million d'exemplaires.
En Argentine la première reproduction à l'huile du tableau a été réalisée par l'artiste Ana Berti de Betta à partir d'une des images rapportées par le Cardinal Bergoglio. Ce tableau a été accroché dans la chapelle du Rectorat de l’université de El Salvador dont le Cardinal Bergoglio était recteur. L'artiste a réalisé une deuxième reproduction plus grande que l'original pour l'église de San Jose del Talar à Buenos Aires. Le 8 de chaque mois, des milliers de personnes font le pèlerinage de cette église. D'autres reproductions, comme celle de l'église de San Bauttista du P. Celeiro ont été réalisées et des sanctuaires ont été créés pour rassembler les fidèles voulant prier "Marie qui défait les nœuds".

## Reproductions, chapelles et sanctuaires

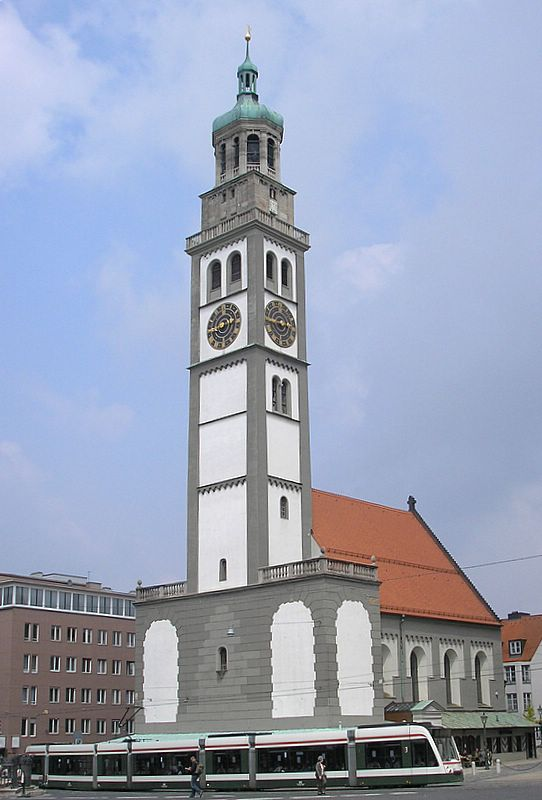
L'église Saint-Pierre de Perlach en Bavière.

Il y a beaucoup de lieux à travers le monde où l'on peut prier Marie qui défait les nœuds.
La première chapelle à être nommé Marie qui défait les nœuds a été achevée en 1989, en Styrie à Tregist-Voitsberg (Autriche), à la suite de la tragédie nucléaire de Tchernobyl.
Il faut remarquer qu'en mai 2021, le pape François a repris cette dévotion, en souhaitant la fin de pandémie Covid-19. En tant que clôture de dit Marathon de prière, tenu au mois de mai entier, le 31 mai le Saint-Père a couronné la Sainte Marie d'une reproduction, au jardin du Vatican. Cette copie avait été reproduite à Augsbourg d'après l'original et transportée par l'évêque Bertram Meier. Il s'agit d'un cadeau de ce diocèse.
Mais il y a aussi :
- Landskron  (Autriche) : église de St. Mary of Landskron, vitrail de Daniel Moser ;
- Toulon (France) : Paroisse de l'Immaculée Conception - Siège de l'association Marie qui défait les Nœuds -  France 226, boulevard Georges Richard - 83000 Toulon ;
- Oberriet (Suisse) : Rietkapelle ;
- Formosa (Argentine) : chapelle de Maria Nuestra Señora Desatadora de Nudos ;
- San Miguel de Tucumán (Argentine) : église de Maria Immaculata ;
- Buenos Aires (Argentine) : église de San José del Talar ;
- Buenos Aires (Argentine) : église San Bauttista ;
- Buenos Aires (Argentine) : chapelle de Fatima Chapel ;
- Buenos Aires (Argentine) : chapelle de St. Ignatius de Loyola ;
- Temperley – Province de Buenos Aires (Argentine) :  Chapelle  Asunción de María Santísima ;
- Comodoro Rivadavia (Argentine) : une chapelle de l'église de Santa Lucía est dédiée à Nuestra Señora de Knotenlöserin ;
- Lima (Pérou) : Chapelle et parc de la Señora del Buen Consejo ;
- Sao Paulo (Brésil) : Sanctuaire de Campinas ;
- Del Rio (Texas) (États-Unis) :  chapelle Saint Joseph ;
- Lviv (Ukraine) :  église St Jean Baptiste ;
- Katy Rybackie (Pologne)
- Bollène (France) : Sanctuaire de l'Association Famille missionnaire de l'Évangile de la Vie.